# Interexchange carrier
Pour les articles homonymes, voir IXC.
Sur le marché nord-américain des services de télécommunications, on désigne par interexchange carrier (IXC), ou plus communément par opérateur longue distance, un fournisseur de services de télécommunications qui construit et exploite une infrastructure de réseau afin d'acheminer des communications inter-urbaines entre deux régions LATA ou plus distinctes.

## Notion d'opérateur local / longue distance
Dans la plupart des pays européens, les anciens monopoles comme France Telecom/Orange en France ou Deutsche Telekom en Allemagne ne sont pas limités à des segments particuliers du marché. Intégrés verticalement, ils ont toujours été présents simultanément sur les deux marchés du local et de la longue distance.
Le régime de licences aux États-Unis est différent. Lors du démantèlement de la compagnie de téléphone AT&T en 1984, le département de la justice a défini : 
- Des licences d'Opérateur de Boucle Locale - en anglais "Local Exchange Carrier" (LEC) - qui assurent la desserte de l'abonné et l'acheminement des appels entre abonnés situés dans une région "LATA" donnée.
- Des licences d'opérateur longue distance - en anglais "Inter-Exchange Carrier" (IXC) - qui assurent l'acheminement des appels entre abonnés situés dans des régions "LATA" distinctes.

## Exemples d'opérateurs IXC
- AT&T
- Sprint
- Verizon (par acquisition et renommage des activités de MCI-Worldcom)

Ces trois opérateurs sont les plus importants, mais il existait plusieurs centaines de sociétés qui correspondent également à cette définition : Level3, QWest rachetée en 2011 par CenturyLink, IXC, Williams Communications ... La plupart ne sont pas connues du grand public car elles ont pour clients principaux des entreprises et d'autres opérateurs de télécommunications. La concurrence sur ce segment de marché est extrêmement vive et les marges très faibles, ce qui a conduit à une consolidation des acteurs.

## Spéculation boursière
Certaines sociétés comme AT&T ou Sprint sont issues de grands groupes de télécommunications historiques. Mais de nombreuses sociétés comme Level3, QWest ou Williams, qui ne connaissaient au départ rien aux télécoms et n'avaient aucun héritage, ont aussi construit des réseaux longue distance en fibre optique reposant sur la technologie IP (Internet Protocol). Croyant que dans le monde des télécommunications on peut partir de zéro, la bourse s'est emballée. En fait, la plupart de ces grands réseaux backbone optiques ont été construits sur les mêmes "routes principales" inter-urbaines sans pourtant qu'il y ait un marché (un nombre de clients) suffisant pour justifier de tels investissements. Les opérateurs ont très rapidement fait face à une surcapacité en bande passante phénoménale qui ne trouvait pas preneurs. Il s'est ensuivi une chute des prix des services. Lorsque la bulle technologique a éclaté en mars 2000, les opérateurs financièrement les plus fragiles se sont fait racheter les uns après les autres. D'autres opérateurs IXC se sont mis sous la protection des lois contre les "faillites ("Chapitre 11").